# Gary Hug
Gary Hug é um astrónomo estado-unidense. Opera o Farpoint Observatory em Eskridge no Kansas juntamente com Graham E. Bell.
É o descobridor de approximadamente 300 asteróides, tendo co-descoberto o cometa P/1999 X1 (Hug-Bell).